# Anton Prídavok
Anton Prídavok (28. května 1904, Kežmarok - 12. května 1945, Ružomberok) byl slovenský básník, osvětový pracovník, publicista. Používal pseudonymy: Anton Kompánek; A.P. Umkin; K.Ž. Marčan; Peter Boleráz; strýc Anton; Zemkin.

## Životopis
Anton Prídavok se narodil 28. května 1904 v Kežmarku v rodině železničních zaměstnanců, v důsledku čehož se rodina často stěhovala. Později studoval na gymnáziu v Spišské Nové Vsi a v Prešově. V roce 1918 přestoupil na učitelský ústav a v roce 1922 odmaturoval. Anton Prídavok měl další čtyři bratry, přičemž všech pět se významnou měrou zapsalo do slovenských dějin. Nejstarší Peter působil v Londýně jako vedoucí slovenského vysílání BBC. Bratři Anton, Peter, Marián, Jozef a Ján patřili mezi vzdělanou slovenskou generaci, mimořádně publikačně a redakčně činnou. Kromě osvětové, literární, dramatické a básnické činnosti Anton Prídavok patřil k prvním průkopníkům, kteří položili základy rozhlasového života na východním Slovensku. Organizoval rozhlasové vysílání v Košicích, později po okupaci jižního Slovenska horthyovským Maďarskem vybudoval rozhlasové studio v Prešově. V letech 1927 až 1932 byl oblastním tajemníkem literárně-dramatického oddělení Slovenské ligy. Současně měl nemalý podíl na položení základů profesionální scény dnešního Divadla Jonáša Záborského v Prešově, kde založil divadelní kroužek "Záborský", ve kterém byl režisérem a dramaturgem.
Během druhé světové války se postavil jednoznačně proti nastupujícímu nacismu. Zúčastnil se občanského odboje a jako ředitel rozhlasu v Prešově odešel již během prvních dnů Slovenského národního povstání do Banské Bystrice. Pro potřeby Svobodného slovenského vysílače dal tajně do Banské Bystrice přemístit technickou aparaturu a rozhlasový archiv. Po potlačení SNP a následném krvavém honu na příslušníky povstaleckého hnutí byl v lednu 1945 chycen německým gestapem. Byl vězněn, vyslýchán a mučen, osvobození se dočkal, ale v důsledku prožitých útrap zemřel v Ružomberku tři dny po skončení války 12. května 1945.

## Ocenění
- Roku 1947 mu byla za rozhlasovou činnost v odboji udělena státní cena in memoriam.

## Dílo
- Vrásky času, Košice 1926
- Svitanie na východe, Bratislava 1928
- Nové časy idú, Martin 1933
- Do videnia, Bratislava 1940
- Pribina, Martin 1941
- Valaška a dukáty, Martin 1942
- Poklad na Hradisku, Bratislava 1948